# BKS Air Transport
BKS Air Transport var ett brittiskt flygbolag som existerade mellan 1952 och 1970. 

## Historia
BKS Air Transport grundades den 7 februari 1952 av James Barnby, Thomas Keegan und Cyril Stevens och började med fraktflyg till Milano och Florens med en enda Douglas DC-3. 
Samma år började man också flyga charter till medelhavet med passagerare, och den 18 maj 1953 flögs första linjeflyg inom Storbritannien. Flottan utökades med Vickers Viking år 1955, Airspeed Ambassador 1957 och Bristol 170 år 1958. Det stora turbopropflygplan Bristol Britannia tillkom år 1964 och första jetflygplan blev Hawker Siddeley Trident i mars 1969. 
Den 14 september 1967 köptes BKS Air Transport av statliga flygbolaget British European Airways (BEA), men fortsatte att flyga under eget namn. BKS kom att ombenämnas till Northeast Airlines den 1 november 1970. Northeast ingick i British Airways den 31 mars 1974. 

## Flotta
BKS Air Transport har flugit:
- Airspeed Ambassador
- Airspeed Consul
- Avro Anson
- Bristol 170 Freighter
- Bristol Britannia
- De Havilland Dove
- Douglas DC-3/C-47
- Hawker Siddeley HS748
- Hawker Siddeley Trident
- Vickers Viking
- Vickers Viscount

## Bildgalleri

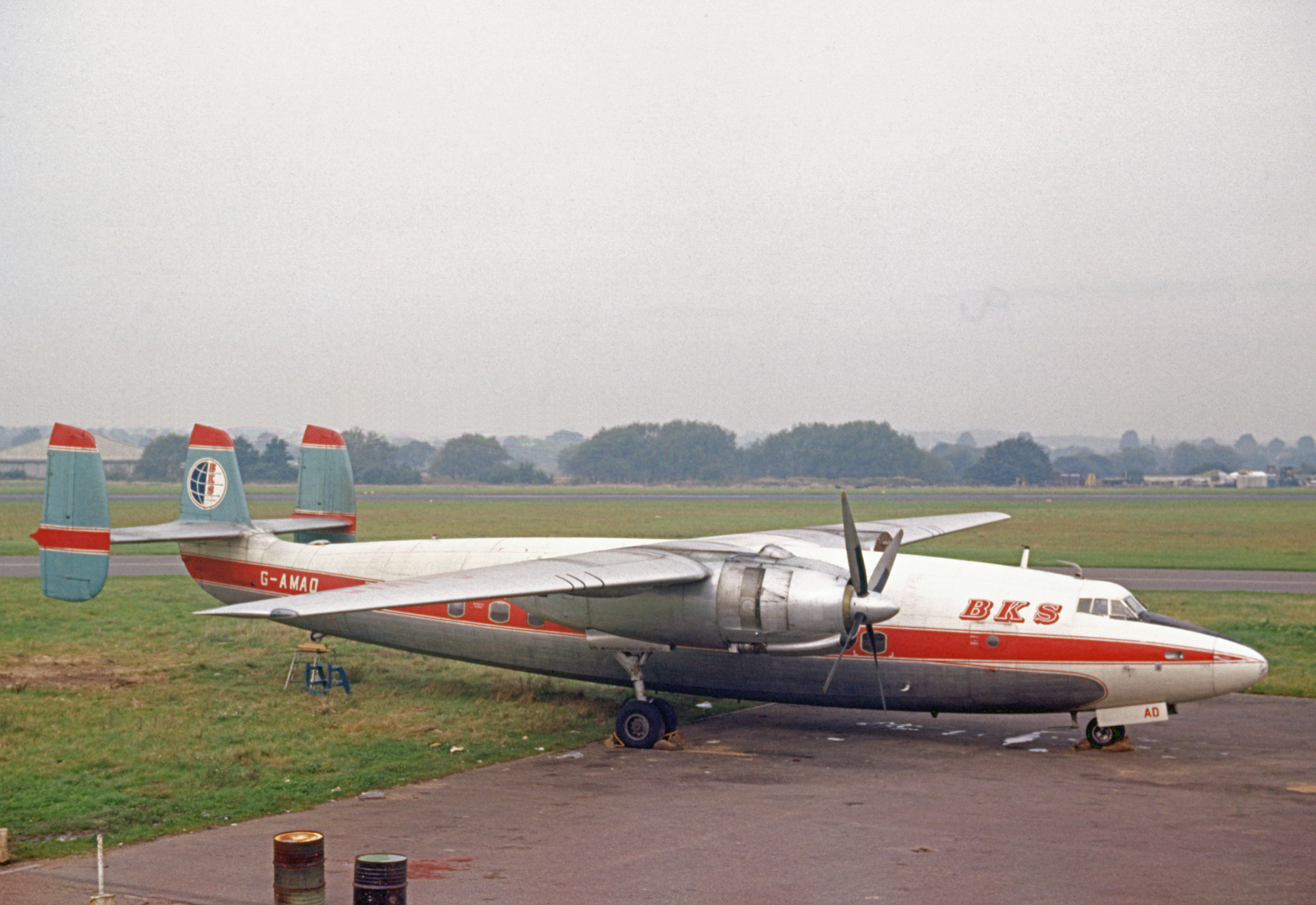
BKS Airspeed Ambassador, Southend 1966
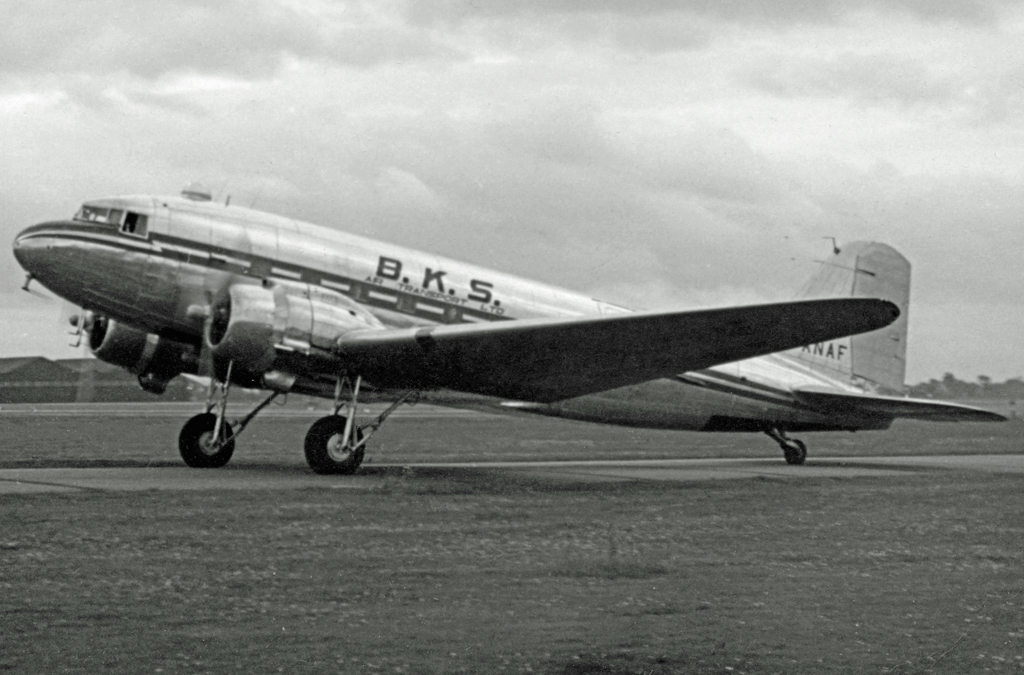
DC-3, Manchester 1954
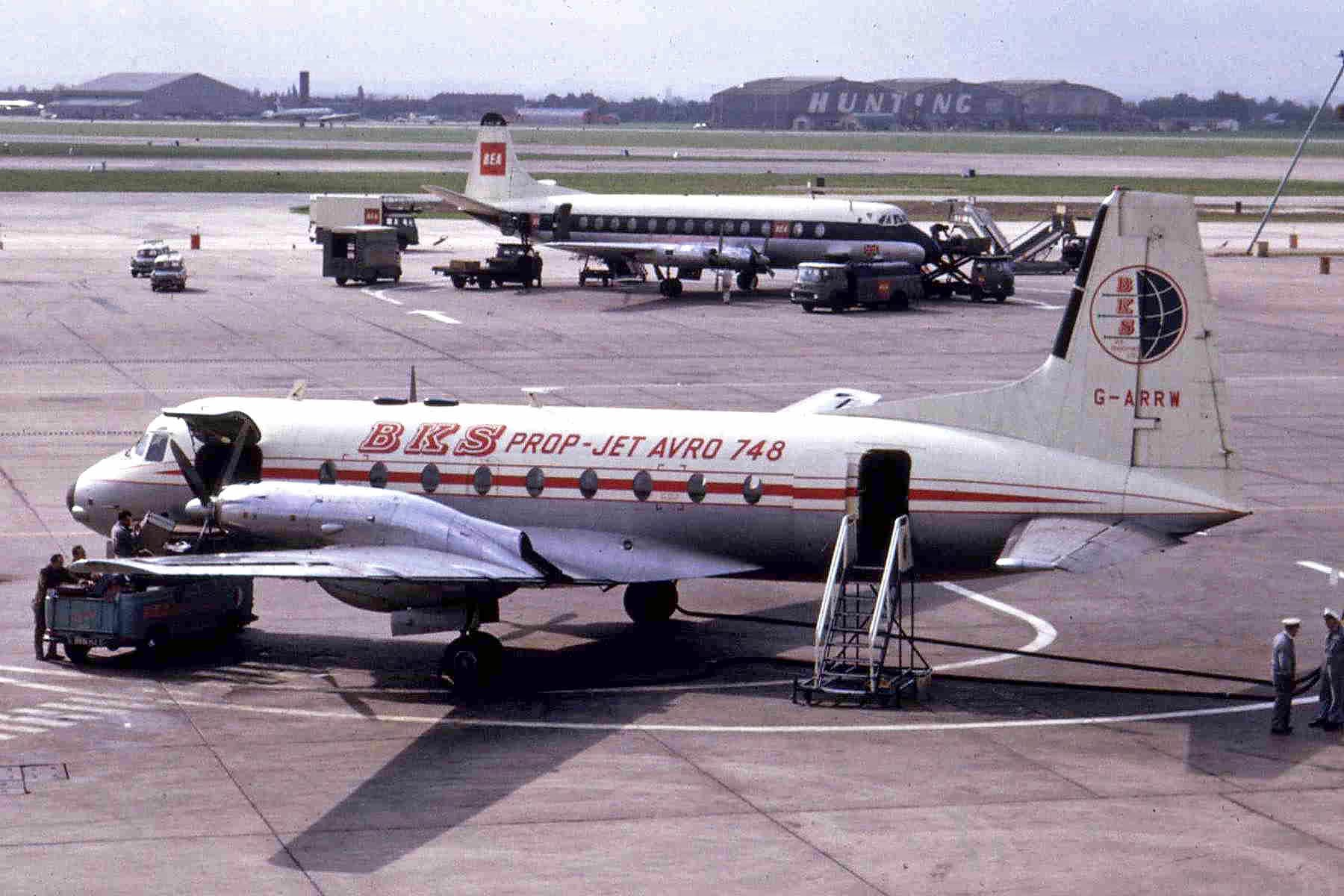
HS748, London Heathrow 1964
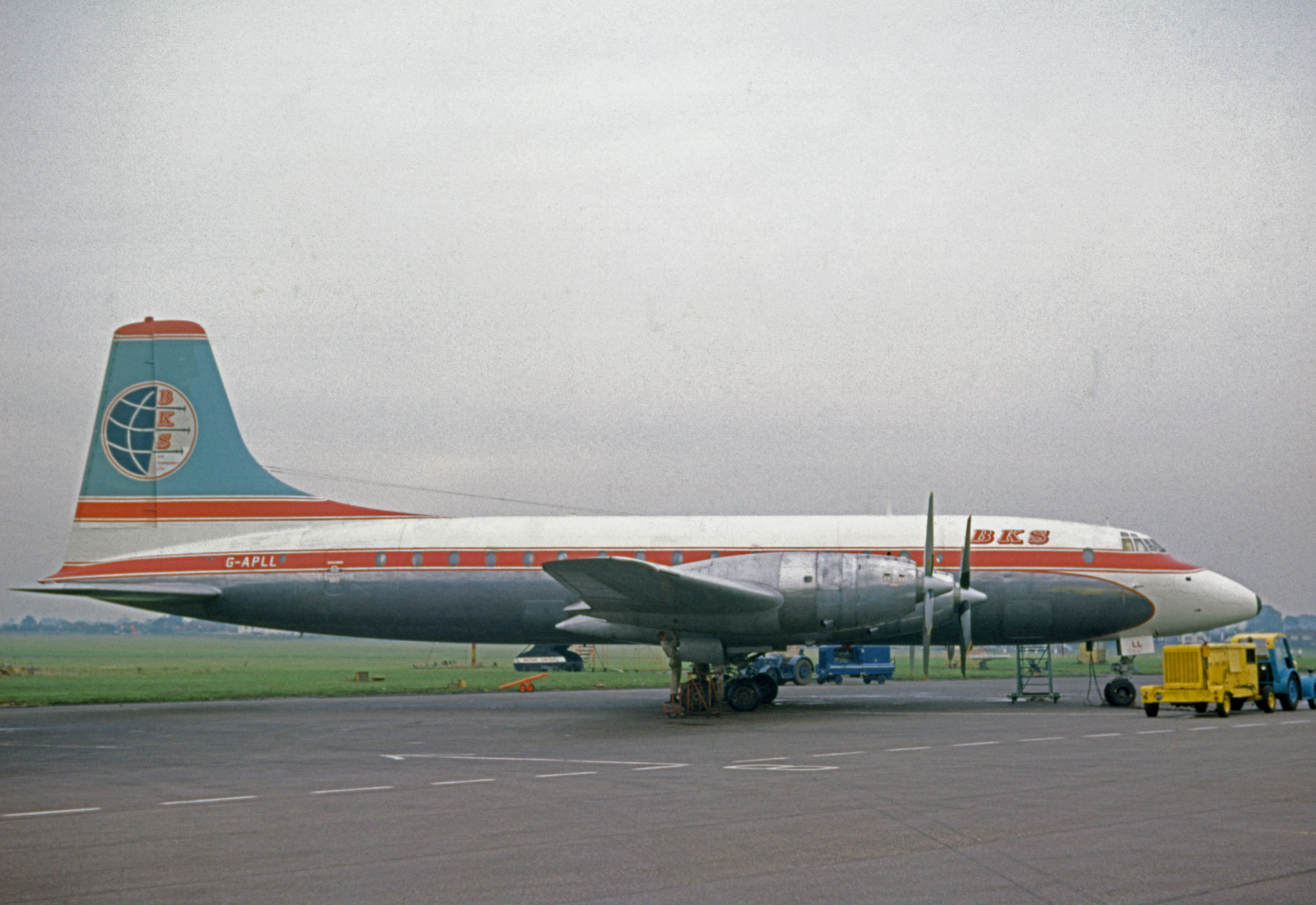
Bristol Britannia, Southend 1966

## Källhänvisningar